# Джеппаров Арсен Бормамбетович
Джеппаров Арсен Бормамбетович (нар. 28 січня 1991) — кримськотатарський політв'язень. Засуджений російською владою за причетність до діяльності «Хізб ут-Тахрір».

## Життєпис
Арсен Джеппаров народився 28 січня 1991 р. в селі Снігурівка Первовайського району Автономної Республіки Крим. Коли Арсену було три роки, загинув його батько.
В 1998 р. Арсен пішов до школи.
В 2004 р. Арсен разом з родиною переїхав до смт Краснознам'янка неподалік від Ялти.
Після закінчення дев'ятого класу Арсен вступив до Алуштинського професійного ліцею на спеціальність кухаря. Після закінчення ліцею здобув спеціальність кухаря 3-ого розряду.
В 2008 р. Арсен Джеппаров вступив до Сімферопольського коледжу Київського національного економічного університету ім. Вадима Гетьмана (КНЕУ). Здобув кваліфікацію «технік-технолог харчової промисловості», кухар 5-ого розряду, офіціант 3-ого розряду, кондитер 3-ого розряду. Під час навчання брав участь у професійних виставках і конкурсах, був нагороджений похвальними грамотами.
В 2012 р. Арсен Джеппаров був призваний на військову службу.  
Після військової служби Арсен працював на сезонних роботах за спеціальністю на набережній Гурзуфа. Згодом працював кочегаром котельні у школі та санаторії. Паралельно Арсен був змушений підробляти на будівельних роботах, щоб утримувати родину та зробити ремонт будинку.

## Кримінальне переслідування російською окупаційною владою
18 квітня 2016 р. в Краснокам'янці відбулися обшуки, після яких російські силовики затримали Арсена Джеппарова і його друга Рефата Алімова за підозрою у причетності до «Хізб ут-Тахрір». Арсена Джеппарова звинуватили в «участі в діяльності терористичної організації» (ч. 2 ст. 205.5 Кримінального кодексу Російської Федерації) та «підготовці до насильницького захоплення влади організованою групою за попередньою змовою» (ч. 1 ст. 30 та ст. 278 Кримінального кодексу РФ).

За словами матері Арсена Арзи Умерової: 
«Я почула такий стук у ворота, що подумала — війна почалася. Виходжу, а там люди в масках, почали ламати мені замок на хвіртці, перегнули сітку і почали вриватися в будинок. Я їм кажу, почекайте, ось ключ, зараз відкрию, але мене ніхто і не чув».
Арзи Умерова каже, що силовики нічого не знайшли в будинку, вилучили телефон Арсена і сказали: 
«Розберемося і відправимо його додому».
Російські силовики двічі намагалися схилити Арсена Джеппарова до співробітництва. За два тижні до арешту вони приходили до Арсена на роботу і казали, що необхідно дати свідчення проти тоді ще чотирьох фігурантів так званої ялтинської групи «справи Хізб ут-Тахрір» (Еміра-Усейна Куку, Мусліма Алієва, Вадима Сірука, Енвера Бекірова). Арсен відмовився, після чого його «неочікувано» звільняють з роботи з поганою характеристикою. Рівно через тиждень автівку, в якій він їхав, зупиняють співробітник ДПС. Однак замість порушень правил дорожнього руху вони запитали, чи не змінив він свою думку щодо пропозиції стати свідком обвинувачення. Через повторну відмову склали протокол, виписали великий штраф та позбавили водійського посвідчення. Під час судового засідання 17 червня 2016 р. Арсен Джеппаров заявив, що його арешт — помста ФСБ за відмову від співробітництва.
Наталля Бекірова, дружина Енвера Бекірова, затриманого за аналогічними звинуваченнями у лютому 2016 р., стверджує, що Арсена Джеппарова і Рефата Алімова могли заарештувати за спілкування з її чоловіком. За її словами, молоді люди справді періодично спілкувалися з Енвером Бекіровим на релігійні теми, проте ці бесіди не мали терористичного змісту.
Під час перебування в Сімферопольському СІЗО Арсена Джеппарова двічі саджали в карцер. У січні 2017 р. його відправили в карцер на 10 діб за носіння бороди. У червні 2017 р. його знову посадили в карцер на 25 діб за те, що він нібито не відкрив двері в камеру на вимогу адміністрації СІЗО.
Під час перебування в СІЗО помітно погіршилося здоров'я Арсена Джеппарова. На його тілі виникли абсцеси, внаслідок чого у листопаді 2016 р. йому зробили операцію. Крім того, у червні 2017 р. Арсен застудив нирки під час перебування у холодному та вогкому карцері. За словами його адвоката Джеміля Темішева, у Арсена сильний головний біль, німіє права частина голови, що створює загрозу інсульту. Водночас співробітники СІЗО повільно реагують на скарги Арсена Джеппарова щодо його стану здоров'я.    
12 листопада 2019 р. Південний окружний військовий суд у Ростові-на-Дону засудив шістьох фігурантів так званої ялтинської групи «справи Хізб ут-Тахрір» до тривалих термінів ув'язнення. Арсен Джеппаров був засуджений до 7 років позбавлення волі в колонії суворого режиму.
Amnesty International та Human Rights Watch визнали Арсена Джеппарова та інших фігурантів ялтинської групи «справи Хізб ут-Тахрір» (Еміра-Усейна Куку, Мусліма Алієва, Вадима Сірука, Енвера Бекірова, Рефат Алімов) в'язнями совісті. Правозахисний центр «Меморіал» також визнав усіх шістьох засуджених політичними в'язнями.
Станом на 17 січня 2020 р., Арсен Джеппаров перебуває у СІЗО-4 у м. Шахти Ростовської області.  

## Родина
Арсен Джеппарова одружений, має доньку Евеліну (2010 р.н.).